# Taurocatàpsia

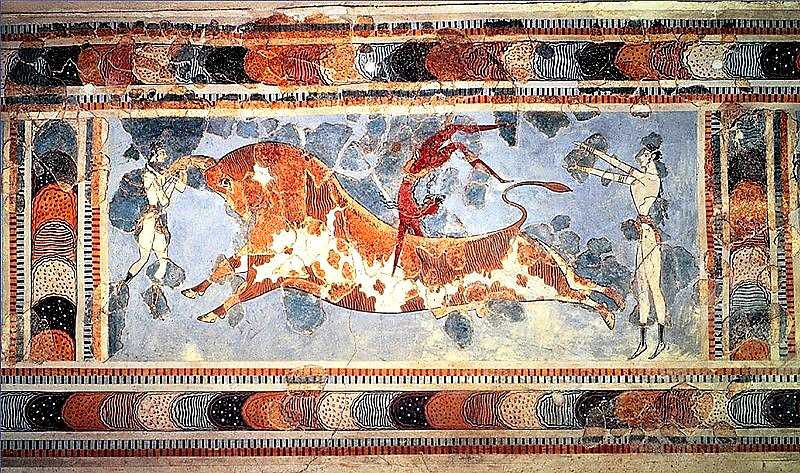
Fresc del salt del toro, a Cnossos.

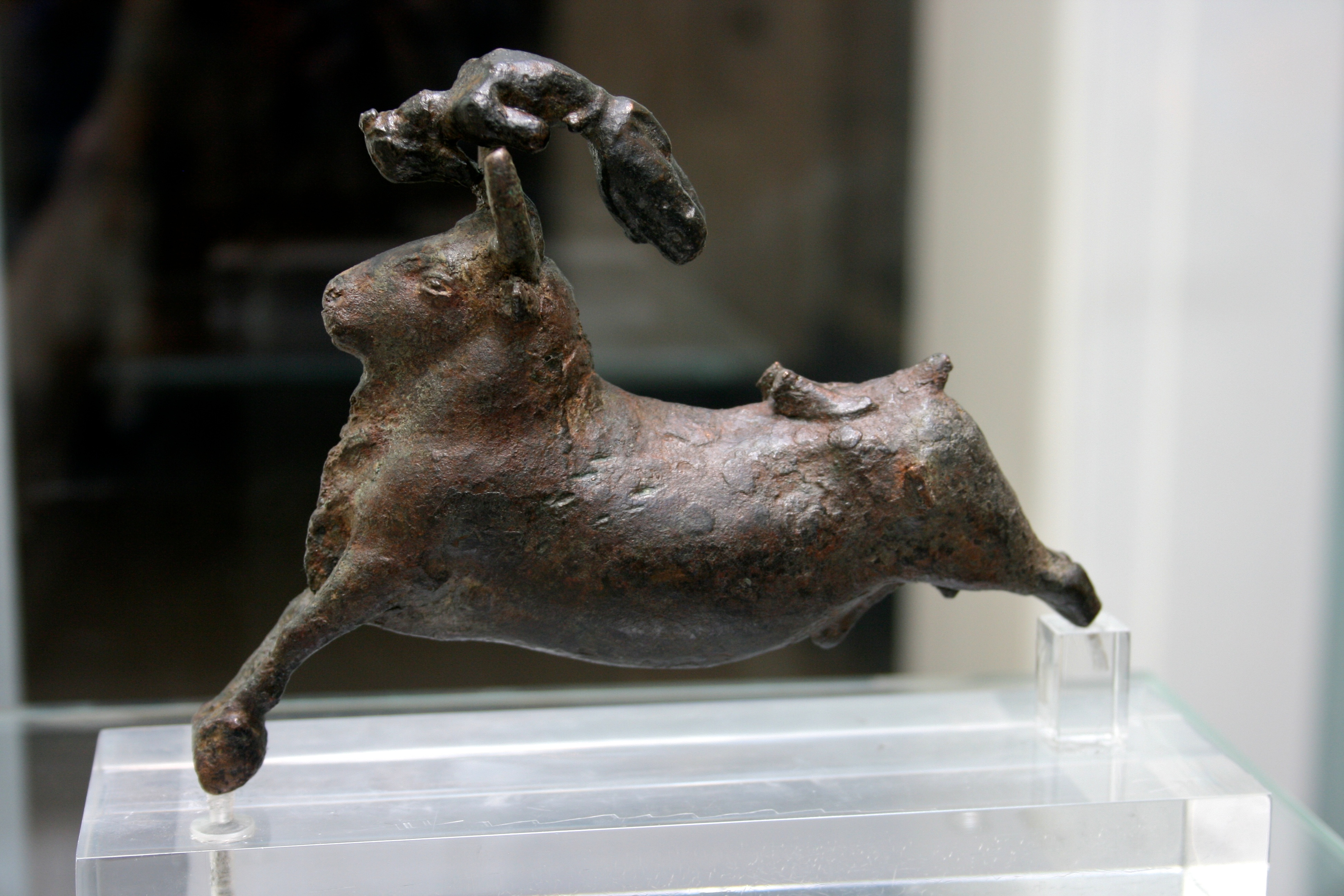
Saltador de toro cretenc (museu Britànic)

La taurocatàpsia (del grec antic ταυροκαθάψια), era un exercici en el qual els gimnastes realitzaven demostracions d'agilitat, a peu o a cavall amb la mediació d'un toro salvatge.
És un motiu de l'art figuratiu de l'edat del bronze Mitjana, i en particular de l'art minoic, on apareixen escenes d'aquesta activitat en nombroses ocasions, tant en la decoració de parets com en diversos objectes.
La taurocatàpsia es creu que ha estat un ritual clau en la religió de la civilització minoica a l'edat de bronze. Igual que en el cas d'altres civilitzacions mediterrànies, el toro ha estat objecte de veneració i culte.